# 克沃布茨克縣

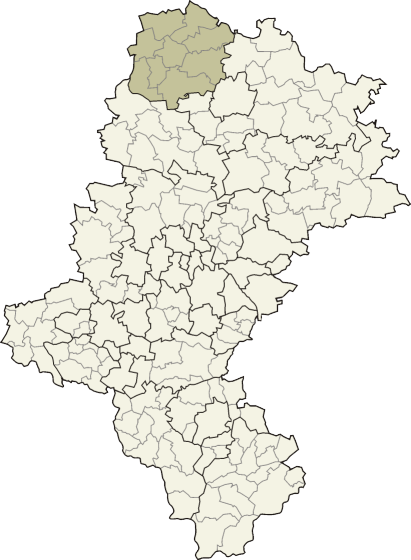

50°55′N 18°56′E / 50.917°N 18.933°E
克沃布茨克縣（波蘭語：Powiat kłobucki），是波蘭的縣份，位於該國南部，由西里西亞省負責管轄，首府設於克沃布茨克，面積889平方公里，2006年人口84,730，人口密度每平方公里95人。